# Godzilla vs. Kong
Godzilla vs. Kong es una película de monstruos estadounidense de 2021 dirigida por Adam Wingard. Una secuela de Godzilla: King of the Monsters (2019) y Kong: La Isla Calavera (2017), es la cuarta película del MonsterVerse de Legendary. La película es también la película número 36 de la franquicia de Godzilla, la película número 12 de la franquicia de King Kong y la cuarta película de Godzilla en ser completamente producida por un estudio de Hollywood. La película está protagonizada por Alexander Skarsgård, Millie Bobby Brown, Rebecca Hall, Brian Tyree Henry, Shun Oguri, Eiza González, Julian Dennison, Kyle Chandler, Kaylee Hottle y Demián Bichir. 
El proyecto se anunció en octubre de 2015 cuando Legendary anunció planes para un universo cinematográfico compartido entre Godzilla y King Kong. La sala de guionistas de la película se reunió en marzo de 2017 y Wingard fue anunciado como director en mayo de 2017. La fotografía principal comenzó en noviembre de 2018 en Hawái, Australia y Hong Kong, y terminó en abril de 2019.
Tras ser retrasada de una fecha de estreno en noviembre de 2020 debido a la pandemia de COVID-19, Godzilla vs. Kong se estrenó en cines internacionalmente el 24 de marzo de 2021, y en Estados Unidos el 31 de marzo, donde se estrenó en cines y en HBO Max simultáneamente. La película recibió críticas en general positivas por parte de la crítica, con elogios para los efectos visuales y las secuencias de acción, pero críticas hacia el guion y los personajes humanos. Rompió varios récords de taquilla de la pandemia, y ha recaudado $467 millones en todo el mundo, frente a un presupuesto de producción de entre $155 y 200 millones y un punto de equilibrio de $330 millones, lo que la convierte en la octava película más taquillera de 2021. La película también fue un éxito de streaming, convirtiéndose en el elemento de lanzamiento más exitoso de la historia de HBO Max en el momento de su estreno.

## Argumento
Cinco años después de que Godzilla derrotara a Ghidorah, Kong es vigilado por Monarch dentro de una cúpula gigante en la Isla Calavera, la cual hace algunos años fue arrasada cuando el huracán perpetuo que la escondía se movió sobre la isla. Kong recibe la visita de una niña sorda llamada Jia, la última sobreviviente de la tribu Iwi e hija adoptiva de la experta en Kong Ilene Andrews.
Bernie Hayes, empleado de Apex Cybernetics y presentador de un podcast de teoría de la conspiración de Titán, extrae datos que sugieren actividades siniestras en una instalación de la compañía en Pensacola. Sin embargo, Godzilla ataca repentinamente el lugar; durante el ataque, Bernie tropieza con un laboratorio secreto donde Apex construía un gigantesco ojo robótico. Madison Russell es una fan del podcast de Bernie y tras fracasar en convencer de la veracidad de estas teorías a su padre, actual jefe de Monarch, convence a su amigo Josh que le ayude a investigar los ataques de Godzilla.
El director ejecutivo de Apex, Walter Simmons, recluta a Nathan Lind, antiguo científico de Monarch y teórico de la Tierra Hueca, para que guíe la búsqueda de una fuente de energía en la Tierra Hueca, el mundo natal de los Titanes. Nathan se muestra inicialmente indeciso, ya que su hermano murió en una expedición a la Tierra Hueca debido a un fuerte efecto de gravedad inversa, pero acepta después de que Walter le revele que Apex ha desarrollado los HEAV, naves especializadas capaces de soportar la presión ejercida por el campo gravitatorio.
Nathan se reúne con Ilene y la convence de que deje que Kong les guíe a través de la Tierra Hueca desde un puesto de avanzada en la Antártida. Nathan, Ilene y un equipo de Apex liderado por Maia, la hija de Walter, abordan un navío modificado y escoltado por la Marina de los Estados Unidos que transporta a un Kong sedado e inmovilizado. Godzilla ataca el convoy y derrota a Kong, pero se retira después de que las naves desactiven su energía y le hagan creer que están destruidas. Para evitar alertar a Godzilla, Kong es trasladado por aire a la entrada de la Tierra Hueca y Jia, usando lenguaje de signos, lo convence de que entre en el túnel mientras el equipo le sigue en los HEAV.
Madison y Josh encuentran a Bernie, que se une a su investigación. Se cuelan en la base de Apex destrozada, descubren una instalación secreta bajo tierra y se ven encerrados sin querer en un transporte subterráneo en monorriel hasta el cuartel general de Apex en Hong Kong, donde tropiezan sin querer con una prueba de Mechagodzilla. Está controlado telepáticamente por Ren Serizawa, el hijo del difunto Ishirō Serizawa, a través de las redes neuronales del cráneo de una cabeza de Ghidorah cercenada, pero se ve perjudicado por las limitaciones de su fuente de alimentación. Walter pretende aprovechar la energía de la Tierra Hueca para superar las limitaciones de Mechagodzilla.
Dentro de la Tierra Hueca, Kong y el equipo encuentran un ecosistema similar al anteriormente hubo en Isla Calavera. Descubren la sala del trono ancestral de su especie, donde encuentran restos de una antigua guerra con los de Godzilla y un hacha brillante hecha con las placas dorsales de otro Godzilla con la que activa la energía del lugar. Al identificar la fuente de energía, el equipo Apex envía su firma de vuelta a su base de Hong Kong a pesar de las protestas de Ilene. Atraído por la activación de Mechagodzilla, Godzilla llega a Hong Kong y, al sentir la emisión de energía en la Tierra Hueca, perfora directamente un pozo hasta la sala del trono con su aliento atómico. En el caos subsiguiente, Maia y el equipo Apex intentan escapar, pero su HEAV es aplastado por Kong. Kong, Ilene, Jia y Nathan ascienden a Hong Kong, donde Godzilla y Kong se enfrentan. Godzilla es superado inicialmente por Kong que utiliza el hacha encontrada en la tierra hueca, pero sale victorioso poco después mientras que Kong pierde el conocimiento tras ser derrotado.
Madison, Josh y Bernie son capturados por la seguridad y llevados ante Walter. A pesar de la preocupación de Ren por la volatilidad de la fuente de energía, Walter le ordena que active a Mechagodzilla. Ahora poseído por la conciencia de Ghidorah, Mechagodzilla mata a Walter, electrocuta a Ren y luego ataca Hong Kong. Godzilla y Mechagodzilla luchan, pero Godzilla es superado por las numerosas armas de Mechagodzilla. Nathan revive a Kong destruyendo el HEAV y Jia lo convence para que ayude a Godzilla. Mientras Mechagodzilla enfrenta a ambos Titanes, Josh cortocircuita los controles de Mechagodzilla con la petaca de licor de Bernie, interrumpiendo momentáneamente la transmisión entre el cerebro de Ghidorah y el robot. Godzilla carga el hacha de Kong con su aliento atómico, permitiendo a Kong destruir a Mechagodzilla. Madison, Bernie y Josh se reúnen con Mark Russell, mientras que Godzilla y Kong se reconocen antes de que ambos sigan su camino.
Tiempo después, Monarch ha establecido un puesto de observación en la Tierra Hueca encabezado por Nathan, Ilene y Jia, donde ahora Kong puede vivir en libertad.

## Reparto
- Alexander Skarsgård como el Dr. Nathan Lind:
Un ex geólogo de Monarch y cartógrafo jefe que trabaja en estrecha colaboración con Kong y traza la misión en la Tierra Hueca. Skarsgård describió a su personaje como un héroe reacio que "no es un alfa, un malvado" y "arrojado a esta situación muy peligrosa y definitivamente no está equipado para ello". Skarsgård llamó a Nathan un homenaje a películas de los 80 como Indiana Jones, Romancing the Stone, Lethal Weapon y Die Hard.[6][7][8][9] Skarsgård se preparó para la película investigando la Tierra Hueca,[10] y aprendiendo el lenguaje de señas para comunicarse con Kayle Hottle.[11]
- Rebecca Hall como la Dr. Ilene Andrews:
Una lingüista antropológica de Monarch y la madre adoptiva de Jia. Hall describió su participación como "abrumadora" debido a que la película era su primer proyecto después de su embarazo, pero encontró la experiencia "emocionante". Hall describió a Ilene como "la Jane Goodall de Kong".[12][13][9]
- Brian Tyree Henry como Bernie Hayes:
Un ex técnico de Apex convertido en teórico de la conspiración ayudando a Madison y Josh a exponer a Apex. Henry describió a Bernie como un "chiflado" con un nivel de "corazón" y "lealtad". Henry señaló que la trágica muerte de la esposa de Bernie lo moldeó para convertirse en un teórico de la conspiración con un podcast y, además, elaboró, "su objetivo es usar las herramientas a su disposición para llevar la verdad a la gente. Siempre me refiero a Bernie como Anonymous". Puede ver las injusticias, pero nadie lo escucha realmente". Debido a la naturaleza protectora de Bernie de Madison y Josh, Henry comparó en broma a Bernie con Brienne de Tarth.[14]
- Millie Bobby Brown como Madison Russell:
La hija de los científicos de Monarch: Mark y la fallecida Emma Russell. Madison cree que hay una razón para el comportamiento errático de Godzilla, sospechando una conspiración formulada por Apex Corporation. Ella procede a investigar con Josh Valentine y Bernie Hayes. Brown describió la película como una historia de mayoría de edad para Madison, y señaló que el personaje ha "crecido" y se ha vuelto más "independiente" desde los eventos de la película anterior, y dijo: "Su historia definitivamente ha evolucionado mucho en la forma en que ella se ocupa de las cosas, su actitud ante la vida, cuánto más fuerte es una persona". El productor Alex García describió a Madison como la "defensora de Godzilla en esta película" que intenta "reivindicar" a Godzilla y sus razones.[15][14]
- Demián Bichir como Walter Simmons:
Padre de Maya Simmons y fundador y director ejecutivo de Apex Cybernetics, una organización tecnológica dedicada a tratar de resolver el "problema de Titán" de la Tierra. Walter es un emprendedor visionario y multimillonario que quiere ayudar a la humanidad y hacer del mundo un lugar más seguro, pero choca con Monarch por sus diferentes ideales sobre lo que es mejor para la humanidad. El productor Alex García dijo que Walter "se ha elevado a un lugar ... en los asientos del poder, y quiere ayudar a detener y detener la locura y la destrucción. García dijo que Walter no es necesariamente un villano o un personaje maquiavélico, pero lo es "un personaje muy complejo que cree que está haciendo lo correcto. Y puede que lo sea, pero ahí es donde entra en juego el misterio en el centro de la película"
- Eiza González como Maya Simmons:
Una ejecutiva de Apex de primer nivel e hija de Walter Simmons. González describió su papel como "una mujer muy inteligente detrás de una empresa". También describió la película como "ligeramente cómica". González señaló haber disfrutado el hecho de que su personaje fuera una mujer latina con un alto cargo dentro de una empresa y no fue forzada a un estereotipo.[16][9]
- Shun Oguri como Ren Serizawa:
El hijo del difunto científico de Monarch Ishirō Serizawa, y un científico e ingeniero técnico de Apex. Oguri describió el objetivo de Ren como tratar de "proteger la Tierra", sin embargo, los medios para lograr su objetivo difieren de "todos los demás y su padre". Oguri notó que Ren "más o menos" siguió los pasos de su padre, pero dijo que "no cree que su padre lo haya escuchado".
- Julian Dennison como Josh Valentine:
Un amigo de Madison que la ayuda a ella y a Bernie a investigar la fuente del comportamiento errático de Godzilla. Dennison describió a su personaje como un "nerd" y a Madison como su "única amiga". Dennison llamó a Josh el "compañero de tecnología" de Madison, y el "realista del dúo", y dijo: "Él dice: 'Oh, no deberíamos hacer eso porque moriremos'. Y ella dijo: 'No, estará bien'. Entonces, creo que juegan muy bien. Y son una muy buena mezcla de locura ". Dennison hizo una prueba de pantalla con Brown usando escenas de Romeo y Julieta.[14][15][9]
- Kyle Chandler como el Dr. Mark Russell:
El padre de Madison, subdirector de proyectos especiales de Monarch y especialista en comunicación y comportamiento animal.[15][9]
- Kaylee Hottle como Jia:
Una niña huérfana Iwi que forma un vínculo especial con Kong y es la hija adoptiva de Ilene.[17][13]

Además, Hakeem Kae-Kazim interpreta al almirante Wilcox; Lance Reddick interpreta a un director de Monarch; Ronny Chieng interpreta a Jay Wayne; John Pirruccello interpreta a Horace; Chris Chalk interpreta a Ben; y Daniel Nelson interpreta a Hayworth. Zhang Ziyi y Jessica Henwick fueron elegidas pero no aparecieron en el corte final de la película, y Ziyi tenía la intención de retomar su papel desde Godzilla: King of the Monsters.

## Producción

### Desarrollo
En septiembre de 2015, Legendary trasladó Kong: La Isla Calavera de Universal a Warner Bros., lo que provocó la especulación de los medios de que Godzilla y King Kong aparecerían juntos en una película. En octubre de 2015, Legendary confirmó que unirían a Godzilla y King Kong en Godzilla vs. Kong, en el momento previsto para su lanzamiento el 29 de mayo de 2020. Planes de Legendary eran crear una franquicia cinematográfica compartida "centrada en Monarch" que "reúne a Godzilla y King Kong de Legendary en un ecosistema de otras súper especies gigantes, tanto clásicas como nuevas". El productor Alex García confirmó que la película no será una nueva versión de King Kong vs. Godzilla, afirmando que "la idea no es hacer una nueva versión de esa película". En mayo de 2017, Adam Wingard fue anunciado como director de Godzilla vs. Kong.
En julio de 2017, Wingard habló sobre el esquema creado por la sala de escritores, diciendo: "Vamos a ir con gran detalle a través de todos los personajes, los arcos que tienen, cómo se relacionan entre sí y, lo más importante, cómo se relacionan con los monstruos, y cómo los monstruos se relacionan con ellos o los reflejan ". También afirmó que él y su equipo van "latido a latido" en el esquema, diciendo: "Una vez más, es una discusión, y sobre cómo hacerlo lo más fuerte posible, de modo que cuando Terry [Rossio] va a escribir el guion, tiene un desglose definitivo de qué incluir". En agosto de 2017, Wingard habló sobre su enfoque para los monstruos, declarando:

"Realmente quiero que te tomes en serio a esos personajes. Quiero que te involucres emocionalmente, no solo en los personajes humanos, sino en los monstruos. Es una película de pelea de monstruos masiva. Hay muchos monstruos volviéndose locos entre ellos, pero al final del día, quiero que haya un impulso emocional. Quiero que estés involucrado emocionalmente en ellos. Creo que eso es lo que lo hará realmente genial".

Wingard expresó su deseo de que la película tuviera un ganador definitivo, afirmando:

"Quiero que haya un ganador. La película original fue muy divertida, pero te sientes un poco decepcionado de que la película no adopte una postura definitiva. La gente todavía está debatiendo ahora quién ganó en esa película original, ya sabes. Entonces, quiero que la gente se aleje de esta película con la sensación de: "Está bien, hay un ganador".

Wingard también confirmó que la película se relacionará con Godzilla: King of the Monsters, se desarrollará en los tiempos modernos y presentará un "Kong más resistente, un poco más envejecido".

### Guion
En marzo de 2017, Legendary reunió una sala de escritores para desarrollar la historia de Godzilla vs. Kong, con Terry Rossio (quien coescribió un guion no producido temprano para Godzilla de TriStar) liderando un equipo formado por Patrick McKay, JD Payne, Lindsey Cerveza, Cat Vasko, TS Nowlin, Jack Paglen y Joseph Michael Straczynski. Sobre su experiencia con la sala de escritores, Rossio declaró:

"Godzilla vs. Kong fue mi primera experiencia dirigiendo una sala de escritores, y fue fantástico. Fue fantástico leer muestras, conocer a diferentes escritores y crear una historia en un entorno grupal. Se sintió similar a la animación, donde se desarrolla la película en las paredes, y el resultado final es mejor de lo que cualquier persona podría lograr por sí misma".

Michael Dougherty y Zach Shields, el director y coguionistas de Godzilla: King of the Monsters, proporcionaron reescrituras para garantizar que ciertos temas de King of the Monsters se mantuvieran y que algunos personajes se desarrollaran adecuadamente. Dougherty reveló cómo escribió para los personajes principales y cómo la película abordaría sus diferentes interacciones con las personas. Para Kong, Dougherty declaró que la película presentaría "esos momentos únicos, e incluso cálidos, de unión" entre Kong y los humanos, ya que han sido un elemento básico del personaje desde la película de 1933. Para Godzilla, su conexión con los humanos estaría "más implícita" ya que rara vez se muestra su lado más suave. Eric Pearson y Max Borenstein recibieron un guion por crédito, mientras que Rossio, Dougherty y Shields recibieron un crédito por historia.

### Casting
En junio de 2017, se anunció que Zhang Ziyi se había unido a MonsterVerse de Legendary, teniendo un papel supuestamente "fundamental" tanto en Godzilla: King of the Monsters como en Godzilla vs. Kong. En junio de 2018, Julian Dennison fue elegido junto a Van Marten, mientras que Millie Bobby Brown y Kyle Chandler repetirían sus papeles de Godzilla: King of the Monsters. Legendary también envió una oferta a Frances McDormand para un papel. En julio de 2018, se reveló que Danai Gurira estaba en conversaciones iniciales para unirse a la película. En octubre de 2018, Brian Tyree Henry, Demián Bichir, Alexander Skarsgård, Eiza González, y Rebecca Hall se agregaron al elenco. En noviembre de 2018, Jessica Henwick, Shun Oguri, y Lance Reddick fueron elegidos, con Oguri haciendo su debut en Hollywood. A pesar de no haber sido confirmado por el estudio, Gurira fue nombrada brevemente entre el elenco por Collider y ScreenGeek.

### Rodaje
La fotografía principal comenzó el 12 de noviembre de 2018 en Hawái y Australia y se esperaba que terminara en febrero de 2019 bajo el título provisional Apex. La producción estaba inicialmente programada para comenzar el 1 de octubre de 2018. Para el rodaje de Hawái, el equipo filmó en el USS Missouri, en la Cascada de Manoa y en el centro de Honolulu. El equipo estableció un campamento en Kalanianaole Highway, que había estado cerrado hasta el 21 de noviembre. Se utilizaron equipos locales y extras para la película. En enero de 2019, el rodaje se reanudó en Gold Coast, Queensland en Village Roadshow Studios durante 26 semanas más. Los lugares de rodaje en Australia incluyeron Miami State High School y partes de Brisbane como el suburbio de Newstead, el Chinatown Mall en Fortitude Valley y el estacionamiento de Wickham Terrace. En abril de 2019, Wingard confirmó a través de Instagram que la filmación en Australia había terminado. Ese mismo mes, Wingard reveló Hong Kong como uno de los lugares de rodaje finales y que la fotografía principal había terminado.

## Música
En junio de 2020, Tom Holkenborg fue anunciado como el compositor de la película. Wingard se reunió con Holkenborg en 2018, a lo que admitió haber escrito música recreativa para Godzilla años antes debido a que era fanático. Holkenborg comenzó a comunicarse con el director después, modificó el material y lo puso para el director, afirmando que Wingard estaba "totalmente enamorado". Holkenborg solicitó un bombo de unos tres metros de diámetro, pero el constructor solo pudo reducirlo a dos metros y medio. Al igual que con los avances anteriores de Godzilla de Legendary, se utilizó "Requiem" de György Ligeti, seguido de "Here We Go" de Chris Classic. La banda sonora fue lanzada por WaterTower Music el 26 de marzo de 2021.

Toda la música compuesta por Tom Holkenborg. 
| Godzilla vs. Kong: Banda Sonora Original de la Película |                                       |          |  |
| N.º                                                     | Título                                | Duración |  |
| 1.                                                      | «Pensacola, Florida (Godzilla Theme)» | 2:18     |  |
| 2.                                                      | «Skull Island (Kong Theme)»           | 7:24     |  |
| 3.                                                      | «Apex Cybernetics»                    | 2:02     |  |
| 4.                                                      | «A New Language»                      | 2:29     |  |
| 5.                                                      | «Just Now»                            | 1:50     |  |
| 6.                                                      | «Tasman Sea»                          | 9:30     |  |
| 7.                                                      | «Through There»                       | 1:25     |  |
| 8.                                                      | «Antarctica»                          | 2:36     |  |
| 9.                                                      | «Hollow Earth»                        | 3:48     |  |
| 10.                                                     | «The Throne»                          | 2:11     |  |
| 11.                                                     | «Lunch»                               | 1:59     |  |
| 12.                                                     | «Nuclear Blast»                       | 3:59     |  |
| 13.                                                     | «The Royal Axe»                       | 4:48     |  |
| 14.                                                     | «Mega»                                | 7:39     |  |
| 15.                                                     | «Hong Kong»                           | 13:14    |  |

## Estreno

### Marketing
En mayo de 2019, se reveló el primer póster promocional de una hoja en la Licensing Expo. En junio de 2019, Warner Bros proyectó un vistazo a los expositores europeos en CineEurope. En agosto de 2019, se anunció que Disruptor Beam desarrollará un juego móvil para vincularlo al lanzamiento de la película. En diciembre de 2019, se reveló un breve clip durante un carrete de Warner Bros. en la Comic Con Experience, y luego se filtró en línea. En enero de 2020, se filtraron en línea imágenes de la Feria de Juguetes y Juegos de Hong Kong que mostraban figuras relacionadas con la película. En febrero de 2020, Toho y Legendary anunciaron el programa de publicación Godzilla vs.Kong y sus licenciatarios. A través del programa de publicación, Legendary planea lanzar dos novelas gráficas, una siguiendo a Godzilla y la otra siguiendo a Kong, un libro de arte, novelizaciones y un libro para niños. Entre los licenciatarios nombrados se encuentran Playmates Toys, Bioworld, Rubies, Funko, 60Out y Virtual Reality Company.
En abril de 2020, se filtraron imágenes de figuras de juguete en línea, revelando diferentes formas de Godzilla y Kong, Mechagodzilla y un nuevo monstruo llamado Nozuki. En julio de 2020, se lanzaron en línea imágenes de figuras de Playmate y empaques con arte conceptual. En diciembre de 2020, se mostraron breves clips de la película durante la Comic Con Experience. En enero de 2021, se incluyeron imágenes más breves en una vista previa de HBO Max. Ese mismo mes, el primer póster teaser se lanzó en línea, junto con la confirmación de la fecha de lanzamiento del avance. El primer tráiler completo se lanzó el 24 de enero de 2021. Se convirtió en el tráiler más grande de Warner Bros, obteniendo 25.6 millones de visitas en 24 horas en YouTube; 15.8 millones del canal de Warner y 9.8 millones de visitas adicionales de los canales secundarios del estudio.

### En salas de cine y streaming
Godzilla vs. Kong se estrenó en cines a nivel internacional el 24 de marzo de 2021, en otros mercados internacionales el 25 de marzo, y está programado para ser lanzada en los Estados Unidos el 31 de marzo, donde se estrenará simultáneamente en cines y en HBO Max. Será distribuida en todo el mundo por Warner Bros. Pictures, excepto en Japón, donde será distribuida por Tōhō el 14 de mayo de 2021. WarnerMedia transmitirá la película durante un mes en HBO Max en los Estados Unidos. Regal Cinemas exhibirá la película con un lanzamiento limitado tras su reapertura el 2 de abril de 2021. La película se retrasó varias veces y estaba programada para ser lanzada en 2020 el 13 de marzo, 22 de mayo, 29 de mayo, 20 de noviembre y luego aplazada hasta el 21 de mayo de 2021 debido a la pandemia de COVID-19. En febrero de 2020, Warner Bros. organizó una prueba de detección sin previo aviso que recibió una respuesta "mayoritariamente positiva".
En noviembre de 2020, The Hollywood Reporter confirmó que la película estaba siendo considerada para un lanzamiento en streaming. Netflix había ofrecido entre $200 y 250 millones, pero WarnerMedia bloqueó el trato a favor de su propia oferta para lanzar la película en HBO Max. Sin embargo, Warner Bros. reiteró que sus planes de estreno en cines se realizarán según lo programado. El director ejecutivo de WarnerMedia, Jason Kilar, y la presidenta de Warner Bros., Ann Sarnoff, consideraron opciones que incluían un lanzamiento simultáneo en cines y en streaming, una estrategia que Warner Bros. había hecho para Wonder Woman 1984. En diciembre de 2020, Warner Bros. anunció que la película, junto con sus otras tiendas de campaña programadas para 2021, se lanzarán simultáneamente el mismo día en cines y HBO Max, con un mes de acceso para su lanzamiento en streaming.
Una semana después del anuncio, Variety y Deadline Hollywood informaron que Legendary Entertainment, los financieros y el talento con acuerdos de backend no estaban satisfechos con los planes de lanzamiento múltiple y las intenciones no transparentes de WarnerMedia. Legendary no recibió un aviso anticipado de la decisión de lanzamiento múltiple ni se le dio voz sobre cómo se distribuirían Dune y Godzilla vs.Kong. El estudio planeaba tener conversaciones con Warner Bros. sobre un "trato más generoso", sin embargo, se consideró una acción legal. Unas semanas más tarde, Deadline informó que la película podría mantener su lanzamiento de HBO Max, pero solo si Warner Bros. iguala la oferta de $250 millones de Netflix. En enero de 2021, The Hollywood Reporter reveló que se evitó una batalla legal debido a que Legendary y WarnerMedia se acercaron a un acuerdo para mantener el lanzamiento simultáneo de la película.

## Recepción

### Taquilla
Al 26 de agosto de 2021, Godzilla vs. Kong ha recaudado $100.5 millones en los Estados Unidos y Canadá, y $367.3 millones en otros territorios, para un total mundial de $467.8 millones.
Una semana antes de su lanzamiento en los Estados Unidos, Godzilla vs. Kong fue lanzado en 38 países de ultramar y se proyectaba que recaudaría alrededor de $70 millones durante sus primeros cinco días. En China, donde se proyectaba que debutaría con unos $50 millones de dólares, la película ganó $21.5 millones de dólares (140 millones de RMB) en su primer día. La película superó las predicciones y debutó con $123.1 millones en todo el mundo, la mayor apertura mundial de la pandemia. Sus mercados más grandes fueron China ($69.2 millones; RMB 450.5 millones), México ($6.5 millones), Australia ($6.3 millones), Rusia ($5.9 millones), Taiwán ($5.3 millones), India ($ 4.9 millones), Tailandia ($3.3 millones), Corea del Sur ($2.8 millones), Vietnam ($2.5 millones), Malasia ($2.1 millones) y España ($1.7 millones). En Indonesia, la película ganó 850,000 dólares (12300 millones de rupias).

### Crítica
Screen Rant describió las reseñas como "muy positivas". Republic TV dijo que la película recibió una "respuesta positiva tanto de la audiencia como de los críticos". Digital Spy dijo que la película obtuvo "críticas positivas". Collider atribuyó los resultados de taquilla de la película a un "boca a boca positivo".
El agregador de reseñas Rotten Tomatoes informa que el 80% de los 142 críticos dieron a la película una crítica positiva, con una calificación promedio de 6.5/10. El consenso de los críticos del sitio web dice: "Cumpliendo directamente con su título, Godzilla vs. Kong aplasta el desarrollo del personaje y el drama humano para ofrecer todo el espectáculo que esperarías de los monstruos gigantes que lo golpean". Metacritic asignó una puntuación promedio ponderada. de 61 de 100 sobre la base de 35 críticas, que indican "exámenes en general favorables".
Richard Roeper del Chicago Sun-Times le dio a la película 3 de 4 estrellas, escribiendo: "Godzilla vs. Kong es el tipo de película que puedes olvidar casi inmediatamente después de haberla visto, pero también es el tipo de película que te hace olvidar todo lo demás en tu vida mientras la estás viendo". Jamie Graham de Total Film le dio a la película 3 de 5 estrellas, escribiendo:" Ver a estos famosos monstruos compartir la pantalla por primera vez desde King Kong vs. Godzilla de 1963, en una serie de batallas coreografiadas por expertos, es un verdadero golpe, incluso si no puedes evitar desear que la pantalla tenga 30 pies de altura en tu cine local".
Alonso Duralde de TheWrap escribió que la franquicia había "renunciado a todo menos a las peleas de monstruos" y escribió: "Sí, obviamente, nadie va a estas películas por los personajes humanos profundos o por las maquinaciones de la trama o incluso por las metáforas sobre el medio ambiente e industrialización. Sin embargo, aquí está la cosa: son útiles para llenar los espacios entre las batallas de monstruos, y los extrañas cuando no están allí. Y dado que incluso esas batallas son algo superficiales, ¿qué estamos haciendo aquí?" John Nugent de Empire le dio a la película 2 de 5 estrellas, escribiendo: "Godzilla vs. Kong principalmente cumple su promesa de un gran monstruo luchando contra otro gran monstruo. Solo depende de si estás dispuesto a aguantar la configuración tremendamente mala que la rodea". En su crítica para The Age, Jake Wilson dio a la película 2.5 de 5 estrellas, diciendo: "Supervisando el caos está el director Adam Wingard, que comenzó haciendo películas de terror de bajo presupuesto ingeniosamente brutales antes de convertirse en una pistola de estudio de alquiler. Aquí no hay ni rastro de su antigua personalidad".

## Secuela
Aunque Legendary Pictures esperaba continuar haciendo películas de MonsterVerse después de Godzilla vs. Kong, originalmente se planeó que su contrato con Toho expirara en 2020 antes de que comenzara la pandemia de COVID-19 y no se alinearon películas adicionales de inmediato. En febrero de 2021, Wingard comentó sobre el futuro del MonsterVerse: "Sé a dónde podríamos llegar potencialmente con películas futuras". Sin embargo, señaló que MonsterVerse fue creado "hasta cierto punto" para conducir a Godzilla vs. Kong. Añadió que el MonsterVerse se encuentra en una "encrucijada", afirmando: "Realmente está en el punto en el que el público tiene que dar un paso adelante y votar por más de estas cosas. Si esta película es un éxito, obviamente continuarán adelante".